# Drosera lanata
Drosera lanata és una planta carnívora del gènere Drosera i és endèmica al Territori del Nord i Queensland d'Austràlia. Les seves fulles estan disposades en un compacte basal de roseta.